# 中国桥牌协会
中国桥牌协会是中华人民共和国桥牌工作者、爱好者等组成的全国性体育组织，由中华全国体育总会领导，成立于1979年9月，会址位于北京市。